# جياكومو فورنوني
جياكومو فورنوني (بالإيطالية: Giacomo Fornoni)‏ مواليد 26 ديسمبر 1939 في إيطاليا، هو دراج إيطالي سابق. سبق أن شارك في دورة الألعاب الأولمبية الصيفية وفاز بميدالية أولمبية.

## الميداليات
| الميدالية | المسابقة                       |
| --------- | ------------------------------ |
| ذهبية     | الألعاب الأولمبية الصيفية 1960 |

## روابط خارجية
- جياكومو فورنوني على موقع أرشيف الدراجات (الإنجليزية)
- جياكومو فورنوني على موقع إحصائيات الدراجات الإحترافية (الإنجليزية)
- جياكومو فورنوني على موقع CycleBase (الإنجليزية)
- جياكومو فورنوني على موقع أوليمبيديا (الإنجليزية)
- جياكومو فورنوني على موقع اللجنة الأولمبية الإيطالية (الإيطالية)